# Nascimento (álbum)
| Críticas profissionais | Críticas profissionais |
| Avaliações da crítica  | Avaliações da crítica  |
| Fonte                  | Avaliação              |
| ---------------------- | ---------------------- |
| Allmusic               | [ 1 ]                  |

Nascimento  é um álbum de estúdio do cantor e compostor Milton Nascimento, lançado pela gravadora Warner Bros. Records em 1997.  Este disco marcou a volta de Milton aos discos e shows após os boatos que o circundaram sobre sua saúde na época quando apareceu mais magro em um episódio de Natal do programa Sai de Baixo. Traz um pouco dos ritmos mineiros, como pode se notar em canções como "Lova-A-Deus", "Janela Para o Mundo" e "Os Tambores de Minas", canção que originou o nome de uma turnê do cantor que promovia este mesmo disco. Além disto, traz faixas como "Rouxinol" que fez parte da trilha sonora nacional da telenovela Zazá e regravações de compositores uruguaios como Leo Maslíah em "Biromes y Servilletas" tendo inclusive uma versão em português presente no disco chamada "Guardanapos de Papel" e "Cuerpo y Alma" de Eduardo Mateo (1943-1990). O disco ganhou o Prêmio Grammy de Melhor Álbum de World Music em 1998.

## Faixas
| N.º | Título                  | Compositor(es)                                      | Duração |  |
| 1.  | "Louva-A-Deus"          | Nascimento e Brant                                  | 3:07    |  |
| 2.  | "O Cavaleiro"           | Nascimento e Wilson Lopes                           | 3:42    |  |
| 3.  | "Guardanapos de Papel"  | Leo Maslíah, versão em português de Carlos Sandroni | 5:24    |  |
| 4.  | "Cuerpo y Alma"         | Eduardo Mateo                                       | 3:59    |  |
| 5.  | "Rouxinol"              | Nascimento                                          | 3:15    |  |
| 6.  | "Janela Para O Mundo"   | Nascimento e Brant                                  | 4:04    |  |
| 7.  | "E Agora, Rapaz?"       | Dinho Caninana                                      | 4:43    |  |
| 8.  | "Levantados Do Chão"    | Nascimento e Buarque                                | 3:16    |  |
| 9.  | "Ana Maria"             | Wayne Shorter                                       | 5:18    |  |
| 10. | "Ol' Man River"         | Oscar Hammerstein e Jerome Kern                     | 3:33    |  |
| 11. | "Os Tambores de Minas"  | Nascimento e Borges                                 | 3:19    |  |
| 12. | "Biromes y Servilletas" | Leo Maslíah                                         | 5:24    |  |

## Músicos[6]
- Hugo Fattoruso - piano acústico e acordeon nas faixas "O Cavaleiro", "Rouxinol" e "Janela Para o Mundo" e teclado na faixa "Rouxinol"
- Túlio Mourão - teclados
- Wilson Lopes - violão e viola caipira em "O Rouxinol"
- Luiz Alves - baixo acústico em todas as faixas, exceto "Louva-A-Deus, "Rouxinol"," "Janela Para o Mundo", "E agora, Rapaz?",  "Levantados do Chão" e "Os Tambores de Minas"
- Lincoln Cheib - bateria e percussão
- Robertinho Silva - percussão e bateria
- Ronaldo Silva - percussão
- Alberto Continentino - baixo elétrico nas faixas "Rouxinol",  "E agora, Rapaz?" e "Levantados do Chão"
- Nivaldo Ornelas - flauta na faixa "Rouxinol" sax soprano na faixa "Cuerpo y Alma" e "Ana Maria" e flauta em Sol na faixa "Ol' Man River"

## Ficha Técnica
- Produzido por: Russ Titelman
- Co-produzido por: Milton Nascimento
- Arranjos: Milton Nascimento e Hugo Fattoruso
- Pesquisa e Adaptação de Ritmos Mineiros: Lincoln Cheib
- Coordenação de Produção Brasil: Marilene Gondim
- Coordenação de Produção NYC: Joanne Schwartz
- Assistente de Produção: Remo Brandalise, Elizabeth Campos Silva, Carlos Ferreira, Lucia Vaudervil e Cláudia Zettel
- Técnico Milton Nascimento e Banda: Baster Barros
- Gravação: Mega Studios - Rio de Janeiro; Unique Studios e Room With a View - NYC
- Engenheiros de Som: Marcio Gama (Brasil) e Dave O'Donnel (NYC)
- Assistentes de Estúdio: Max Pierre Jr., Kevin Crouse e Jack Hersca
- Mixado por: Dave O'Donnel e Russ Titelman no Room With a View (NYC)
- Assistente de Mixagem: Jack Hersca
- Masterização: Ted Jensen no Sterling Sound (NYC)
- Direção de Arte & Design: Tom Recchion
- Fotos: Vania Toledo